# 維拉科塔山 (卡魯馬斯-阿科拉)
16°36′56″S 70°09′22″W / 16.61556°S 70.15611°W
維拉科塔山（Wilaquta），是秘魯的山峰，位於該國南部莫克瓜大區和普諾大區，由卡魯馬斯區和阿科拉區負責管轄，屬於安地斯山脈的一部分，海拔高度5,100米。